# Alexander Donchenko
Alexander Donchenko (* 22. März 1998 in Moskau) ist ein deutscher Schachspieler. Er trägt den Titel Großmeister und ist einer der stärksten Schachspieler Deutschlands.

## Persönliches
Er ist der Sohn von Anatoly und Irina Donchenko und kam in Moskau zur Welt. Im Alter von vier Jahren zog er mit seinen Eltern 2002 nach Gießen, wo diese am 6. Februar 2015 offiziell eingebürgert wurden. Sein Vater ist ebenfalls ein erfolgreicher Schachspieler im Rang eines Internationalen Meisters, der bereits seit seinem Umzug für den Deutschen Schachbund antritt.
Alexander Donchenko lebt in Gießen, hat eine zehn Jahre ältere Schwester und besuchte die Liebigschule Gießen. Dort legte er Ende März 2015 sein Abitur ab. Donchenko begann ein Jurastudium, gab dies auf, um sich vollständig auf das Schachspiel zu konzentrieren.

## Schach-Laufbahn

### Einzel
Donchenko erlernte das Schachspiel im Alter von vier Jahren von seinem Vater. Mit acht Jahren nahm er erstmals an Turnieren teil. Im Frühsommer 2009 gewann er bei den Deutschen Jugendmeisterschaften in Willingen die Bronzemedaille in der Altersgruppe U-12 und im November gleichen Jahres trat er bei der Jugendweltmeisterschaft im türkischen Kemer an. Dort kam er allerdings in derselben Altersgruppe nicht über 6½/11 und einen geteilten 30. bis 43. Platz hinaus. In Oberhof wurde er im Mai 2010 deutscher U-12-Meister und erreichte bei der Jugendweltmeisterschaft im griechischen Sithonia in gleicher Klassifizierung den achten Platz (8/11) – damit war er bester Teilnehmer des 33-köpfigen deutschen Feldes.
Im Frühjahr 2012 erspielte sich Donchenko binnen fünf Wochen seine drei Normen zum Internationalen Meister: Im Februar beim zehnten Festival International d’Echecs de Meurthe et Moselle in Nancy (6/9) und im März bei der 83. Deutschen Einzelmeisterschaft in Osterburg (5½/9) sowie bei der Einzeleuropameisterschaft im bulgarischen Plowdiw. Dort belegte er am Ende mit 4/9 den 252 Rang. Im polnischen Legnica trat er 2013 abermals zur Einzeleuropameisterschaft an und erreichte mit 5/11 den 168. Platz.
Nach seinem Sieg in Balatonboglár im Juni 2014 wurde Donchenko erstmals mit einer Elo-Zahl über 2500 gelistet. Seine erste Großmeister-Norm sicherte er sich wenig später Anfang Oktober mit 5½/9 beim A-Turnier der Baku Open in der aserbaidschanischen Hauptstadt. Die anderen beiden erforderlichen Normen erzielte er im Dezember 2014 und Februar 2015 bei seinen Turniersiegen in Groningen (8/9) und Aarhus (7/9). In Groningen lag sein Elo-Tournament Performance Rating (TPR) bei 2803 Punkten. Offiziell zuerkannt wurde ihm der Großmeister-Titel Ende April während des FIDE-Kongresses in Chengdu. Er ist damit nach Arkadij Naiditsch, Falko Bindrich und Vincent Keymer mit 16 Jahren, zehn Monaten und 22 Tagen der viertjüngste deutsche Großmeister aller Zeiten.
Eines der renommiertesten Turniere, an dem Alexander Donchenko bislang teilgenommen hat, ist das Offene Meisterturnier des Internationalen Schachfestivals Biel/Bienne. 2013 kam er dort mit 6½/11 auf den 21. und 2014 mit gleicher Punktzahl auf den 17. Rang, dabei war er bei letzterer Austragung der bestplatzierte Teilnehmer unter 18 Jahren. Im Rahmen der Dortmunder Schachtage 2015 wurde Donchenko der mit 500 Euro dotierte Ferdinand-Fabra-Nachwuchspreis verliehen.
Im Juli 2020 gewann er ein wegen der COVID-19-Pandemie online ausgetragenes Turnier der Association of Chess Professionals, bei dem er sich im Finale gegen Gawain Jones durchsetzte. Im November 2020 gewann er das Tegernsee Masters mit 6,5 Punkten aus 9 Partien. Im Januar 2021 siegte er beim Cracovia International Chess Festival in Krakau mit 8 Punkten aus 9 Partien, im August 2021 beim RTU Open in Riga mit 7,5 Punkten aus 9 Partien.
Im Januar 2023 spielte Donchenko das Challengers beim Tata-Steel-Schachturnier in Wijk aan Zee. Nach Elo-Zahl an Platz 4 gesetzt, erspielte er 10 Punkte in 13 Partien (+8 =4 −1) – davon 5½ Punkte aus 6 Partien mit den schwarzen Steinen und 4 Punkten aus den letzten 4 Partien – und erreichte eine Turnierleistung von 2787. Im gleichen Jahr gewann er auch das A-Open im Rahmen der Sparkassen Chess Trophy in Dortmund. Er holte dabei 7,5 von 9 Punkten und erzielte eine Turnierleistung von 2817. 2024 wurde Donchenko Deutscher Meister im Blitzschach.

### Turniersiege (Auswahl)
- 2008: II. Mini ORDIX Open U-10 in Mainz (5,5/7)
- 2009: III. Mini ORDIX Open in Mainz (6/7)
- 2009: Gießener Schach-Jugend-Open (8/8)
- 2009: IV. Ried-Open U-14 in Einhausen
- 2010: Bad Bertricher Schachtage (7/9)
- 2010: V. Ried-Open U-14 in Einhausen (4/7)
- 2011: Gießener Schach-Jugend-Open (6,5/7)
- 2011: IV. Herborner Jugend Schach Open U-16 (7/7)
- 2012: Offene Schnellschach-Ortsmeisterschaft Buseck (5,5/7)
- 2012: Turnier der TG Wehlheiden
- 2014: XXXII. Internationales Balaton-Schachfestival in Balatonboglár (6/10)
- 2013: XX. Schnellschach-Open der SG 1931 Bensheim (9/11)
- 2014: XVII. Karl-Mala-Gedenkturnier der SG Griesheim 2001 (6/7)
- 2014: LII. Schaakfestival Groningen A-Open (8/9)
- 2015: Aarhus Chess House GM Tournament (7/9)
- 2016: XIV. Festival international d’échecs de Meurthe-et-Moselle in Nancy (7/9)
- 2016: Bensheim Active Chess Open der SG 1931 Bensheim in Bensheim (9,5/11)
- 2017: Internationale Deutsche Juniorenmeisterschaft in Ströbeck
- 2018: V. Purtichju Open, Purtichju, Frankreich (7,5/9)
- 2020: Clarion GM-Turnier, Budweis
- 2020: Tegernsee Masters, Bad Wiessee
- 2023: Tata Steel Chess Challengers, Wijk aan Zee (10/13)
- 2023: Sparkassen Chess Trophy (A-Open), Dortmund (7,5/9)

### Mannschaft

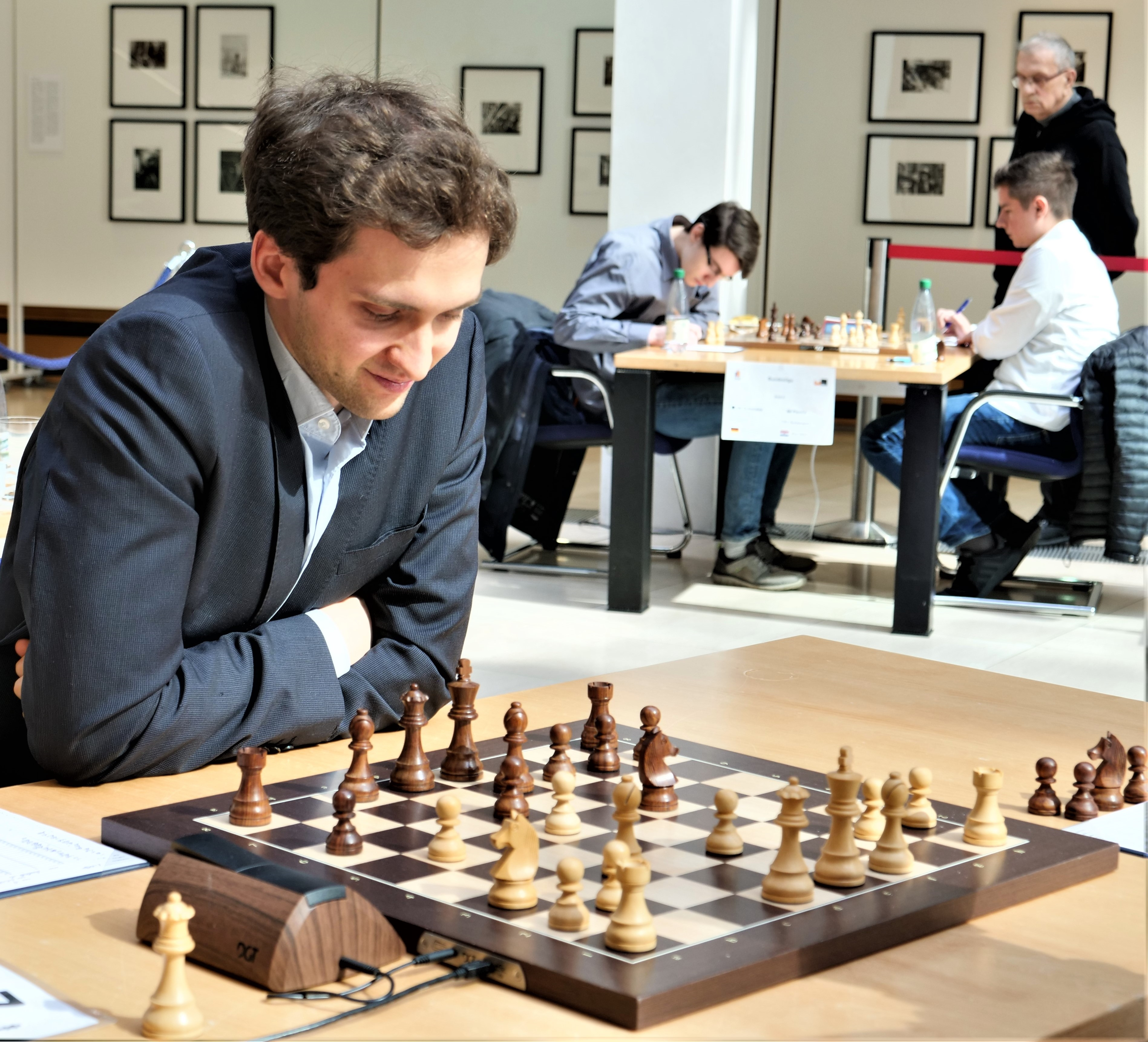
Alexander Donchenko für die OSG Baden-Baden am 2. April 2023 im Berliner Willy-Brandt-Haus

Im Alter von zehn Jahren spielte er für die zweite Mannschaft des SK 1858 Gießen in der hessischen Verbandsliga Nord. Mit elf Jahren hatte er erste Einsätze in der ersten Mannschaft in der Oberliga Ost Staffel B, mit zwölf kam er hier an das Spitzenbrett. Von 2014 bis 2016 spielte Donchenko für den SC Hansa Dortmund in der 1. Schachbundesliga von 2016 bis 2018 für den DJK Aufwärts St. Josef Aachen, seit 2018 spielt er für die SF Deizisau. In Frankreich spielt er für den Club de Vandœuvre-Echecs und nahm mit diesem an den französischen Mannschaftsmeisterschaften Top 12 2014/15, Top 12 2016 und 2017 teil.
Alexander Donchenko gehörte zur ersten Generation der Schachprinzen, des Perspektiv- und Nachwuchsteams des Deutschen Schachbundes (DSB), das Bundesnachwuchstrainer Bernd Vökler im April 2010 gründete. Damals nahm Donchenko an einer Talentsichtung des DSB in Harzgerode teil, bei der unter anderem Artur Jussupow und Thomas Pähtz als Betreuer mitwirkten. Er gewann dabei das Schnellschachturnier der deutschen Altersklassen-Setzlistenbesten mit 5/5. In der Prinzen-Gruppe sollen die besten deutschen Nachwuchsspieler mittels Seminaren und Trainingslehrgängen gezielt gefördert werden. Donchenko trainierte so bereits unter anderem mit Alexander Chalifman, Daniel Fridman, Yochanan Afek, Felix Levin und Mark Dworezki.
Am vierten Brett spielend (6½/9) gewann er mit der deutschen Mannschaft im Juni 2013 in Meißen die Silbermedaille beim Mitropa Cup. Im Rahmenprogramm dieses Turniers war er einer der Simultan-Gegner von Lewon Aronjan und verlor gegen den Armenier. Im Dezember 2014 vertrat Donchenko Deutschland bei der World Youth Chess Olympiad in Győr am ersten Brett. Das Team wurde lediglich elfter; er selbst erreichte 2½ Punkte aus 5 Partien.

### Elo-Entwicklung
| Hier fehlt eine Grafik, die leider im Moment aus technischen Gründen nicht angezeigt werden kann. Wir arbeiten daran! |